# Anton Franck (Trompeter)
Anton Franck, auch Anton Francke, genannt Antoni Franck, (* vor 1652; † 2. April 1696) war ein Trompeter.

## Leben und Wirken
Antoni Franck kam aus Brüssel. Bei seinem Vornamen handelte es sich nicht um einen Künstlernamen. Der Name ist stattdessen in den Niederlanden als Vorname gebräuchlich und so in französischen, niederländischen und deutschen Quellen zu finden. 1652 heiratete er in Aurich die Niederländerin Christiane de Gier.
Als Musiker verwendete Franck vermutlich eine ventillose Langtrompete in C oder D. 1652 erhielt er eine Stelle als Hoftrompeter bei Enno Ludwig und Georg Christian. Da an kleinen Höfen grundsätzlich vier Hoftrompeter anzutreffen waren, hatte auch Franck drei Mitmusiker. Diese hatten bei den Auricher Musikern eine herausgehobene Position. Dies lag nicht nur daran, dass die Trompeten die lautesten Instrumente darstellten, sondern als Gruppe repräsentative Aufgaben übernahmen.
Unter den Trompetern von Aurich stand Franck fraglos an erster Stelle. Im Jahr 1663 erhielt er 200 Reichstaler und somit die höchsten Bezüge. Vielleicht musste er nicht bei den alltäglichen Tafeln musizieren, weil „er sich sonst den feinen und subtilen Ansatz zu dem Clarin, des Schmetterns wegen, verderben würde“, so Johann Ernst Altenburg. 1658 entsandte Johann Moritz von Nassau die vier Trompeter aus Aurich zur Wahl und Krönung Leopold I. nach Frankfurt am Main. Johann Moritz von Nassau berichtete, dass Franck mit der Gruppe „den Preiß unter allen anwesenden Kayserlichen und Kurfürstlichen Trompeters und Heerpauckers davon getragen, welches, weilen es gleichsam auf dem Theatro des ganzen Teutschlands geschehen, nunmehro landkundig ist und überall gerühmt wird“. 1659 schickte von Nassau die Musiker nach Groningen, wo eine oranische Prinzessin heiratete.
Charles II., der kurz zuvor den englischen Thron übernommen hatte, wollte Franck 1660 an den Hof nach London holen, wozu ihm vermutlich von Nassau geraten hatte. Franck nahm diese Offerte, die seiner Karriere förderlich gewesen wäre, nicht an. Graf Georg Christian verlieh ihm daher als Erbpacht den Krug in Sandhorst. Bei dieser „recompens“ (Belohnung) Franckes „in Ansehung seines unterthenigen Anerbietens und bezeigender Devotion gegen uns“ handelte es sich wohl eher um einen Anreiz, Aurich nicht zu verlassen. Ggf. gelang es Franck dabei auch, auszuhandeln, keine weiteren Arbeiten am Hof leisten zu müssen, die über die Musik hinausgingen, wozu der Drechselunterricht zählte, den er Gräfin Justine Sophie erteilte.
Die lange existierende Annahme, dass Franck zwischen 1693 und 1696 in Sandhorst starb, ist falsch. Er arbeitete vielleicht vier Jahre am Hof von Oldenburg und danach, wenn hier keine außergewöhnliche Namensähnlichkeit bestand, in Celle. Dort erhielt er als Hof- und Feldtrompeter anfangs 450 Reichstaler, 1696 dann 512 Reichstaler. An dieser Wirkungsstätte heiratete er in zweiter Ehe Catharina Papillon.
Franck hatte in Celle ein Wohnhaus. Als in der Stadt eine französisch-reformierte Gemeinde entstand, bot er der Gemeinde an, sein Haus für Gottesdienste zu nutzen. Er verstarb vermutlich am 2. April 1696 und wurde am Folgetag begraben.